# 聖露西港
圣露西港 （Port St. Lucie, Florida）是美國佛羅里達州聖露西縣的一個城市，位於佛羅里達半島東部印第安河畔。面積198.6平方公里。2000年人口88,769人，2006年人口143,868人。
1961年4月27日建市。